# Kinza
Kinza（キンザ）は、日本のDayz 株式会社が開発していたChromiumベースのタブブラウザである。WindowsとmacOSに対応したビルドが無料で公開されていた（2021年12月31日に公開終了）。
2021年7月9日にGoogleアカウントによってブラウザの設定などを同期するAPI（Google API）へのアクセス遮断や収益性などの理由から、開発終了が開発元より発表された。内部のChromiumは過去のバージョン(89.0.4389.128)で、開発は既に終了しセキュリティアップデートは提供されないため、利用継続は推奨されない。
また、Kinzaが独自に実装した機能のソースコードは、2021年8月31日にChromiumへのパッチという形で無償公開された。

## 開発方針
Kinza はユーザーの声に耳を傾け、ユーザーとの会話を通じて開発を行う方針を示していた。開発拠点は、東京の日本橋。世界の主要ブランドに比べユーザーとの距離が近く、日本ならではのホスピタリティを感じられるブラウザとしていた。また、リリース当初には「エターナル青春系ブラウザ」というキャッチコピーが使われていた。

### 特徴
初めから マウスジェスチャー、サイドパネル、RSS feed リーダーなどが備わる他、選択した文字列をドラッグすることにより、バックグラウンドで検索結果を開く、デフォルト以外の検索エンジンで検索するといったスーパードラッグ機能を有した。
バージョン 3.6.0 からは、いわゆる HTML5 動画、MP4 や MP3 の再生に Windows 版が対応した。これまで他の一部の Chromium 派生ブラウザと同じく、ライセンス問題がクリアーになっていなかったことから再生できなかったが、「技術的解決」したことにより可能となった。
日本語以外のロケールでインストールするとユーザインタフェースが英語になり、標準の検索エンジンが DuckDuckGo となる。日本語環境では検索エンジンの選択肢として選択可能となっていた。

#### 独自機能の一覧
- スーパードラッグ
- マウスジェスチャー
- ショートカットキー (Chromiumのものを上書きできる)
- ツールバー表示変更、タブ復元ボタンの追加
- テキスト選択時の右クリックメニューにその他の検索エンジンを追加
- サイドバー
- 縦タブ
- タブの形の変更
- Boss Key
- RSS feed リーダー
- ダウンロードしたファイルのメニューに削除するボタンを追加[9]

## 更新履歴

### 2014年
- 5月12日 - 1.0.0 - オムニバー、RSSリーダー
- 6月19日 - 1.1.0 - オムニバーでの RSS オンオフ
- 7月25日 - 1.2.0 - スーパードラッグ機能
- 8月20日 - 1.3.0 - マウスジェスチャー
- 9月26日 - 1.4.0 - 右クリックからのタブ操作
- 10月31日 - 1.5.0 - タブ復元ボタン
- 11月28日 - 1.6.0 - マウスホイールジェスチャー
- 12月12日 - 1.7.0 - ロッカージェスチャー

### 2015年
- 1月30日 - 1.8.0 - マウスジェスチャーPPAPI 版フラッシュプラグイン採用
- 2月27日 - 1.9.0 - 右クリックの機能増加
- 3月31日 - 2.0.0 - サイドバーにブックマーク
- 4月24日 - 2.1.0 - サイドバーに履歴
- 5月29日 - 2.2.0 - キャッシュ保存先の変更
- 6月30日 - 2.3.0 - サイドバーに各種オプション
- 7月31日 - 2.4.0 - Windows 10 対応/サイドバーに RSS
- 8月31日 - 2.5.0 - 新しいタブのインターフェース変更
- 9月30日 - 2.6.0 - 終了時に履歴削除のオプション
- 10月30日 - 2.7.0 - Boss key
- 12月3日 - 2.8.0 - タブをミュート
- 12月4日 - 2.8.1 - タブのメモリ開放を調整
- 12月21日 - 2.8.2 - 各種バグ修正

### 2016年
- 1月29日 - 2.9.0 - タブの形状にオプション
- 3月18日 - 3.0.0 - 縦置きタブ[10]
- 4月27日 - 3.1.0 - バグ修正
- 6月15日 - 3.2.0 - Mac 版を公開[11]
- 8月17日 - 3.3.0 - タブの右置き[12]
- 9月21日 - 3.4.0 - マテリアルデザイン[13]
- 11月2日 - 3.5.0 - ツリータブ[14]
- 12月12日 - 3.5.1 - バグ修正
- 12月21日 - 3.6.0 - MP4/MP3 再生対応[15]

### 2017年
- 2月14日 - 3.7.0 - 自動スクロールを無効にする設定を追加
- 3月29日 - 3.8.0 - バグ修正
- 4月5日 - 3.8.1 - バグ修正
- 4月11日 - 3.8.2 - バグ修正
- 5月10日 - 3.9.0 - ダウンロードバー・ダウンロードページに関する改善
- 5月17日 - 3.9.1 - バグ修正
- 6月27日 - 4.0.0 - 64bit版の公開